# Осиное гнездо
«Осиное гнездо» (фр. Nid de guêpes) — художественный фильм, снятый в 2002 году французским режиссёром и сценаристом Флораном Эмилио Сири. Общие сборы картины составили 1 941 471 долларов. Аудитория картины составляла 150 000 человек.

## Сюжет
Суббота, 14 июля 2001 года. Лейтенант Элен Лабори — сотрудник французского спецназа. Ей, вместе с двумя бойцами итальянского и немецкого спецназа, приказано сопроводить Абедина Неджепа — главаря крупной албанской мафии. Он обвиняется в создании крупной сети проституции.
В этот же день Насер (Сами Насери) со своими друзьями, планируют ограбить большой торговый склад, в промышленной зоне, на окраине Страсбурга. Они врываются на склад, связывают двух охранников и начинают грабить контейнеры с аудиоаппаратурой и оргтехникой.
На шоссе А35, автоколонна, сопровождающая Абедина, попадает в засаду албанских террористов, которые пытаются освободить своего босса. Но Элен и её бойцам удается спастись и ускользнуть вместе с заключенным. Они укрываются на складе, в котором орудуют Насер со своей бандой. Вслед за спецназовцами к складу прибывают люди Абедина и окружают их. После первой обороны склада, спецназовцы, грабители и охранники объединяются для защиты от боевиков Нексепа. Военные, потеряв автоколонну, начинают поиски Лабори и её людей.
В конце концов албанцам удается прорваться на склад. Оставшиеся в живых Лабори, 2 «грабителя» и заключенный, прячутся в подвале. А охранник Луи взрывает вместе с собой склад и боевиков, находившихся внутри. Приехавшие полицейские и медики спасают выживших.

## В ролях
| Актёр              | Роль                                |
| ------------------ | ----------------------------------- |
| Сами Насери        | Насер                               |
| Биби Насери        | работник гражданского строительства |
| Бенуа Мажимель     | Сантино                             |
| Надя Фарес         | Лейтенант Элен Лабори               |
| Паскаль Греггори   | охранник Луи                        |
| Сами Буажила       | Селим                               |
| Рихард Заммель     | боец немецкого спецназа Винфред     |
| Валерио Мастандреа | боец итальянского спецназа Джованни |
| Анисия Узейман     | Надиа                               |
| Анджело Инфанти    | Абедин Неджеп                       |

## Съемочная группа
- Режиссёр — Флоран Эмилио Сири
- Сценарий — Жан-Франсуа Тарновски
- Продюсеры — Клод Каррер, Гийом Годар
- Оператор — Джованни Фьоре Кольтеллаччи
- Композитор — Александр Деспла
- Художники — Бертран Зайтц, Доминик Каррара, Брижитт Кальве
- Монтаж — Кристоф Данило, Оливье Гаджан